# (13249) Marcallen
(13249) Marcallen est un astéroïde de la ceinture principale.

## Description
(13249) Marcallen est un astéroïde de la ceinture principale. Il fut découvert le 18 juin 1998 à la station Anderson Mesa par le programme LONEOS. Il présente une orbite caractérisée par un demi-grand axe de 2,67 UA, une excentricité de 0,17 et une inclinaison de 14,0° par rapport à l'écliptique.

## Compléments